# ラケル

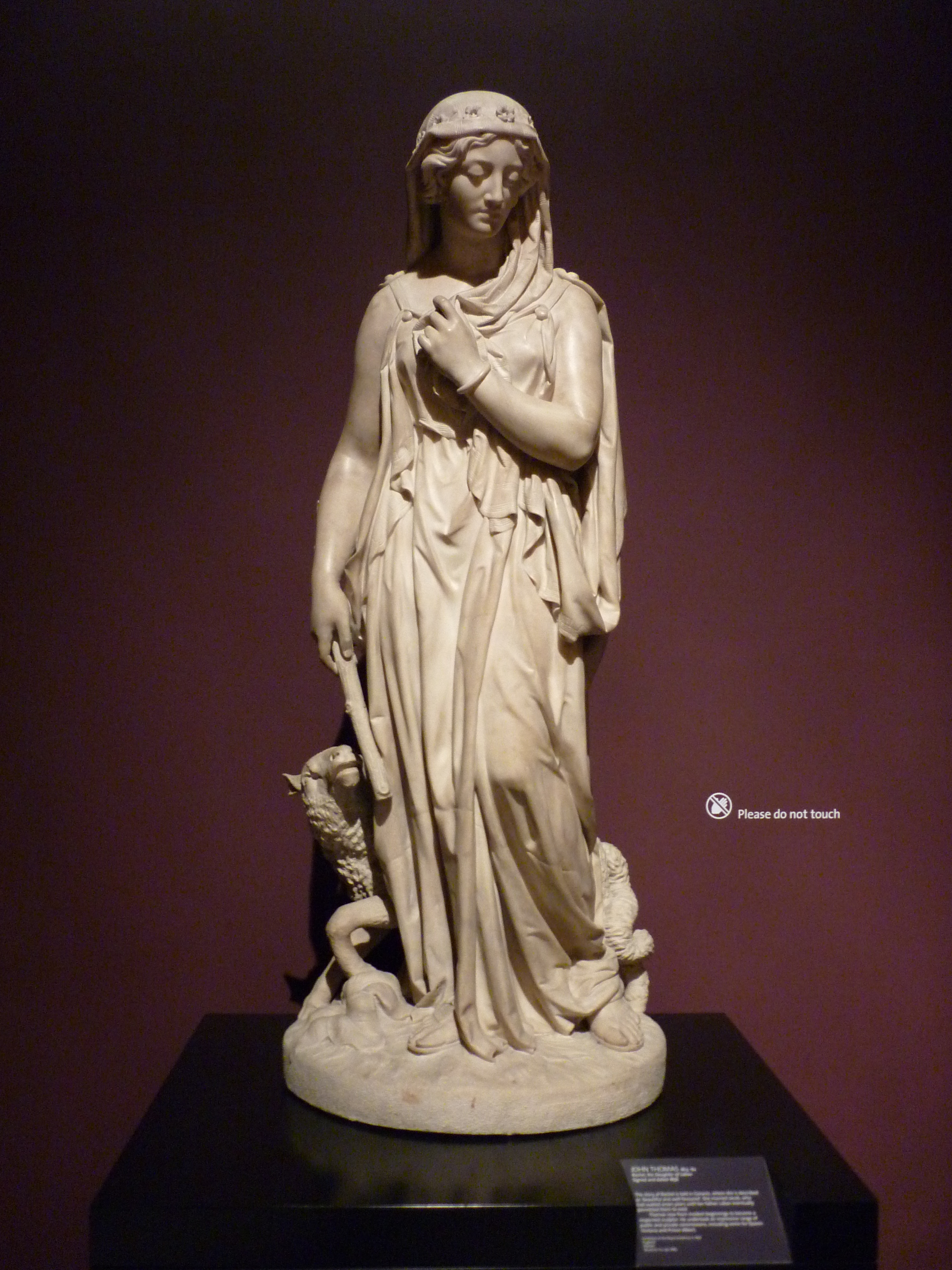
ラケル。

ラケル（Rachel）は、旧約聖書の『創世記』に登場する女性。ヤコブの妻。父はラバン、姉はレア。
　名前の意味は、「雌の羊」また、岩波訳聖書『創世記』(翻訳は月本昭男)では、「母羊」。
　彼女の名前は、ベニヤミン族、ユダ族へのある種の権威を表すものとして、『ルツ記』4:11で登場する。
『旧約新約聖書大事典』によれば、いわゆる「ラケルの墓」(英語版記事)は十字軍遠征以降に建てられたものである。
『エレミヤ書』31:15でラケルがエフライム、マナセの民を嘆く一節は、『マタイによる福音書』2:18で、「ヘロデ大王による幼児虐殺」の預言と解釈される。

## 伝説
『創世記』によれば、兄エサウから逃れて伯父ラバンの元へきたヤコブはラケルを見初め、ラバンの「七年働けば結婚を許す」という言葉を信じて働く。ところが結婚式を終えて花嫁を見るとそれは姉のレアであった。ヤコブは怒るが、ラバンの求めでさらに七年働いてついにラケルと結婚することができた。
レアには子供が生まれたのに、自分に子供ができないことをあせったラケルは、自分の女奴隷ビルハにヤコブの子を産ませて自分の子とした。それがダンとナフタリである。ラケル自身にも待望の子供がうまれ、その子をヨセフと名づけた。
その後、エサウと和解したヤコブは、神の言葉によってベテルからエフラタ（現ベツレヘム）へ向かう。その途上、ラケルは産気づき男子を産むが、難産で命を落とした。その子をラケルはベン・オニ（私の苦しみの子）と名づけたが、ヤコブはベニヤミンと呼んだ。ラケルはエフラタに向かう道の傍らに葬られた。　
なお葬られた土地について、『創世記』35:19では「エフラタへ向かう道」の傍らで、と描かれるが、『サムエル記』上10:2では、ベニヤミンの地、ゼルザ(現在のどこかは不明)と言われる。また、この記述は『エレミヤ書』31:15でのラマでラケルが嘆く、という一節と合致する。